# UEFA Euro 2008
För turneringen, se Europamästerskapet i fotboll för herrar 2008.
UEFA Euro 2008 är det officiella spelet för Europamästerskapet i fotboll för herrar 2008. Versionerna till Playstation 3 och Xbox 360 utvecklades av EA Canada. Versionerna till PSP, Playstation 2 och Windows utvecklades av HB Studios. Europeiska och nordamerikanska versioner släpptes den 18 april 2008 och 20 maj 2008. Demoversioner till Windows, Playstation 3 och Xbox 360 har släppts. Kommentatorerna är från ITV Sports, Clive Tyldesley och Andy Townsend.

## Funktioner
- UEFA Euro 2008: Man kan spela som ett av 53 lag från kvalet och rakt genom Europamästerskapet i Österrike och Schweiz.
- Captain Your Country: Spela i samma lag som upp till tre vänner, alla på individuella positioner på planen. Samarbeta för att vinna matcher, med tävla mot varandra om lagledarskapet. Utveckla spelaren genom åtta nivåer för att bli lagkapten.
- European Campaign: Representera ditt land online mot rivaler runt om i världen och tävla om poäng.
- Online Knockout Draw: Battle gamers from other nations online in 16-team single elimination tournaments to gain points for your nation.
- Home & Away Match Strategy: Datorn härmar internationell fotboll genom att skapa strategiska defensiva formationer för bortalag med avsikt att spela oavgjort.
- Authentic Stadiums: Spela på alla åtta anläggningarna.
- Dynamic Player Ratings: Realtids spelarbetyg ändras baserat på spelarnas prestationer, simulerar en verklig säsong.
- Story of Qualifying: Spela genom kvalet.
- Dynamic Rain and Mud: Vinterväder runtom i Europa återskapas för att simulera verkliga spelförhållanden. Hällregn som skapar slarviga, leriga platser som påverkar passningar och spelarnas prestationer.
- Enhanced Penalty Kicks: Straffsparkar.
- Team Managers: Se reaktioner från lagledare på sidlinjen då de ropar för att uppmuntra, eller blir besvikna över lagets prestationer.

## Lag[2]
| - Albanien - Andorra - Armenien2 - Österrike, 3 - Azerbajdzjan2 - Belgien - Bosnien och Hercegovina - Bulgarien - Kroatien4 - Cypern1 - Tjeckien - Danmark - England | - Estland - Färöarna1, 2 - Finland1 - Frankrike - Georgien2 - Tyskland - Grekland - Ungern1 - Island2 - Irland - Israel1 - Italien - Kazakstan2 - Lettland | - Liechtenstein - Litauen2 - Luxemburg2 - Nordmakedonien2 - Malta - Moldavien2 - Montenegro1, 2, 3 - Nederländerna1, 2 - Nordirland - Norge - Polen - Portugal4 - Rumänien - Ryssland4 | - San Marino - Skottland - Serbien2 - Slovakien - Slovenien - Spanien - Sverige - Schweiz3 - Turkiet5 - Ukraina1 - Vitryssland2 - Wales2 |

1: Olicenserade matchställ

2: Ej verkliga spelare 

3: Måste läggas till manuellt i kvalspelet

4: Äldre matchställ (VM 2006 World Cup) då CFF, FPF och FUR bara visade de officiella matchställen före spelsläppet.

5: Ursprungligt matchställ borttaget.

## Anläggningar
Följande verkliga anläggningar används. Alla åtta anläggningar för turneringen, plus 21 andra finns med.
- Allianz Arena, München, Tyskland
- BayArena, Leverkusen, Tyskland
- Estadio Vicente Calderón, Madrid, Spanien
- Commerzbank-Arena, Frankfurt, Tyskland
- Ernst-Happel-Stadion, Wien, Österrike
- Estádio do Bessa, Porto, Portugal
- Estádio do Dragão, Porto, Portugal
- Estádio da Luz, Lissabon, Portugal
- Stade Félix Bollaert, Lens, Frankrike
- Gottlieb-Daimler Stadium, Stuttgart, Tyskland
- HSH Nordbank Arena, Hamburg, Tyskland
- Estádio José Alvalade, Lissabon, Portugal
- Letzigrund, Zürich, Schweiz
- Mestalla, Valencia, Spanien
- Millennium Stadium, Cardiff, Wales
- Olympiastadion, Berlin, Tyskland
- Parc des Princes, Paris, Frankrike
- Salzburg Stadion, Salzburg, Österrike
- Signal Iduna Park, Dortmund, Tyskland
- St. Jakob-Park, Basel, Schweiz
- Stade de Genève, Genève, Schweiz
- Stade de Gerland, Lyon, Frankrike
- Stade Vélodrome, Marseille, Frankrike
- Stadio Olimpico, Rom, Italien
- Tivoli Neu, Innsbruck, Österrike
- Veltins-Arena, Gelsenkirchen, Tyskland
- Stade de Suisse, Bern, Schweiz
- Wembley Stadium, London, England
- Wörtherseestadion, Klagenfurt, Österrike

Följande allmänna arenor finns.
- Athletic Arena
- Athletic Park
- Athletic Stadium
- Civic Arena
- Civic Park
- Civic Stadium
- Municipal Arena
- Municipal Stadium
- National Arena
- National Park
- National Stadium
- Track Stadium

## Musik
Följande låtar finns med i spelet.
| Artist                      | Låt                                         | Album                    | Språk            | Land                 |
| --------------------------- | ------------------------------------------- | ------------------------ | ---------------- | -------------------- |
| Carolina Liar               | I'm Not Over                                | Coming to Terms          | Engelska         | USA                  |
| Crystal Castles             | Air War                                     | Crystal Castles          | Engelska         | Kanada               |
| Yelle                       | À Cause des Garçons (Riot in Belgium Remix) | Pop Up                   | Franska          | Frankrike            |
| The Pigeon Detectives       | I'm Not Sorry                               | Wait for Me              | Engelska         | England              |
| Boys Noize                  | Don't Believe the Hype                      | Oi Oi Oi                 | Engelska         | Tyskland             |
| Datarock                    | I Used to Dance With My Daddy               | Datarock Datarock        | Engelska         | Norge                |
| Ejectorseat                 | Attack Attack Attack                        | Attack Attack Attack     | Engelska         | England              |
| Infected Mushroom           | Becoming Insane                             | Vicious Delicious        | Engelska+Spanska | Israel               |
| Junkie XL Feat. Electrocute | Mad Pursuit                                 | Booming Back at You      | Engelska         | Nederländerna        |
| Karoshi Bros.               | Love the World                              | Karoshi Bros.            | Engelska         | England              |
| Look See Proof              | Casualty                                    | Between Here and There   | Engelska         | England              |
| The Magic Numbers           | Take a Chance                               | Those the Brokes         | Engelska         | England              |
| Mendetz                     | The Boola Shines in a Pink Neon Room        | Mendetz                  | Engelska         | Spanien              |
| Mexicolas                   | Come Clean                                  | X                        | Engelska         | England              |
| Operator Please             | Get What You Want                           | Yes Yes Vindictive       | Engelska         | Australien Australia |
| Pete and the Pirates        | Come on Feet                                | Little Death             | Engelska         | England              |
| The Features                | I Will Wander                               | Contrast                 | Engelska         | USA                  |
| The Magnificents            | Get It Boy                                  | Year of Explorers        | Engelska         | Skottland            |
| The Young Punx              | Your Music Is Killing Me                    | Your Music Is Killing Me | Engelska         | England              |